# Ichnia (huyện)
Huyện Ichnia (tiếng Ukraina: Ічнянський район, chuyển tự: Ichnias’kyi raion) là một huyện của tỉnh Chernihiv thuộc Ukraina. Huyện Ichnia có diện tích 1576 km², dân số theo điều tra dân số ngày 5 tháng 12 năm 2001 là 41134 người với mật độ 26 người/km2. Trung tâm huyện nằm ở Ichnia.